# Micronycteris
Micronycteris là một chi động vật có vú trong họ Dơi mũi lá, bộ Dơi. Chi này được Gray miêu tả năm 1866. Loài điển hình của chi này là Phyllophora megalotis Gray, 1842.

## Hình ảnh

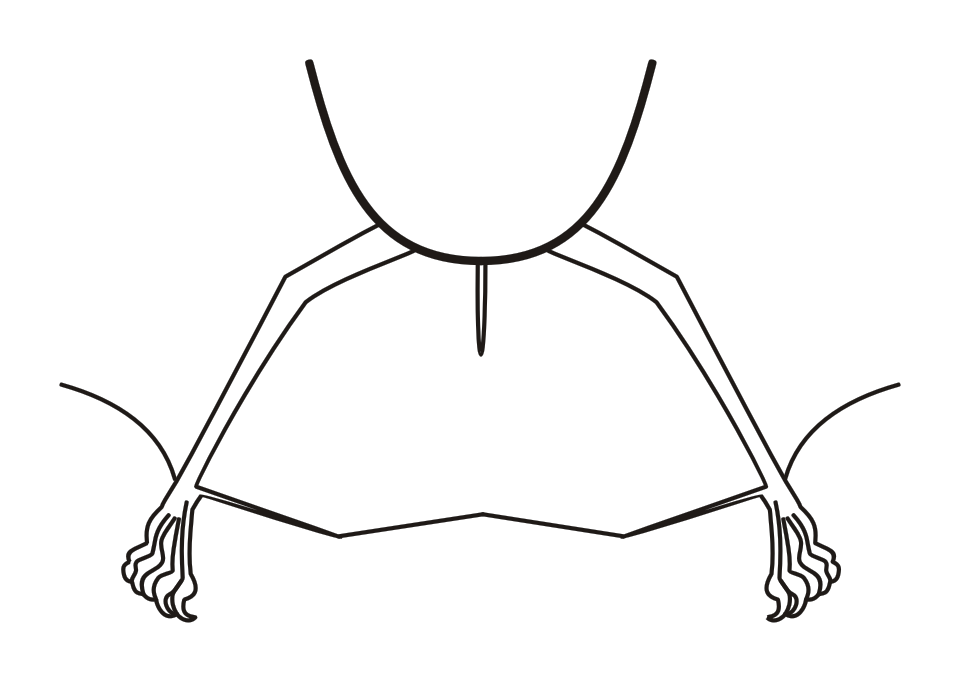

## Các loài
Chi này gồm các loài: